# 纖角龍屬
纖角龍屬（属名：Leptoceratops）又譯隱角龍，在希臘文意為“有纖細角的面孔”，是種原始角龍亞目恐龍，生存於晚白堊紀的北美洲西部，約6680萬到6600萬年前。纖角龍與牠們的近親三角龍、牛角龍生存於同一時代。纖角龍的頭顱骨發現於加拿大亞伯達省、美國懷俄明州。纖角龍可能可採二足方式站立、移動。近年研究顯示，基礎角龍類可能無法將手掌轉向身體內側。纖角龍身長約2公尺，重量可能位在68公斤到200公斤之間。

## 發現與種

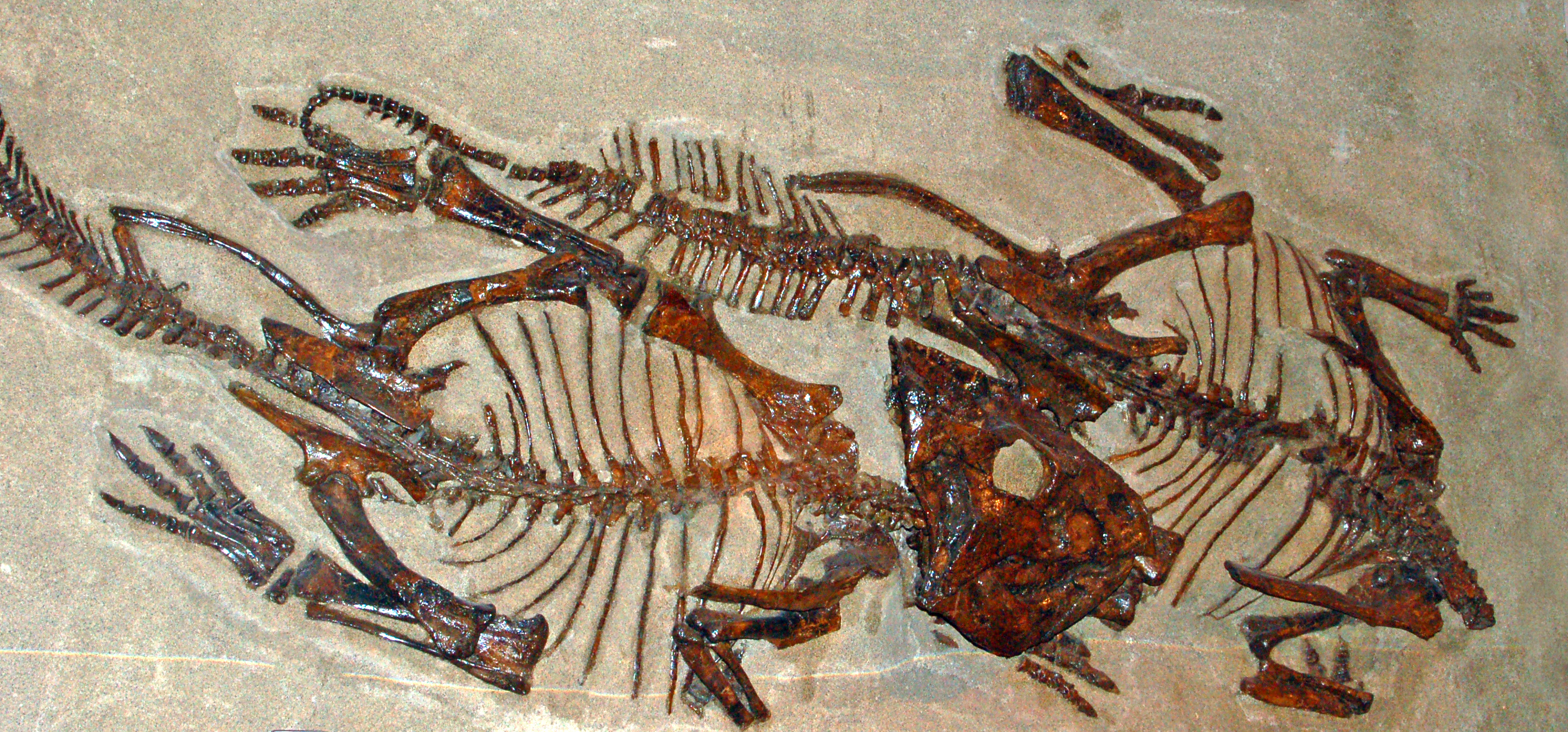
纖角龍的化石，加拿大博物館

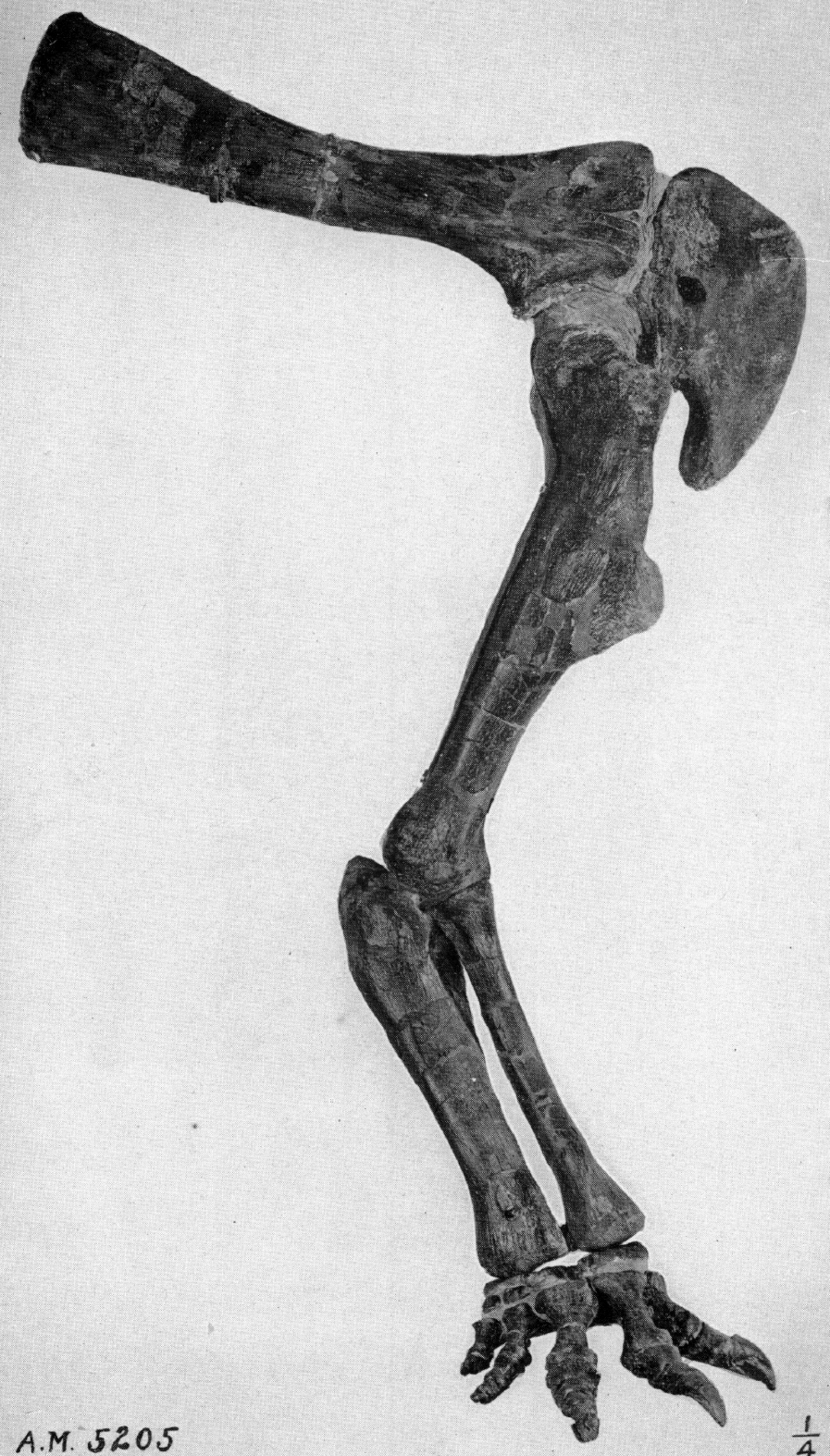
纖角龍的前肢化石

纖角龍是第一種被敘述的小型角龍類，在1910年被巴納姆·布朗）在加拿大亞伯達省紅鹿河谷發現，並於4年後敘述。第一個標本缺少部份頭顱骨，但在1947年，查爾斯·斯騰伯格（Charles M. Sternberg）發現了一具完整的纖角龍化石。在1978年，巴納姆·布郎在懷俄明州北部也發現了纖角龍化石。
纖角龍屬目前有一個種：纖細纖角龍（L. gracilis）。
在1942年的蒙大拿州，曾發現了命名為Leptoceratops cerorhynchos的化石，但稍晚被重新命名為蒙大拿角龍。

## 分類
纖角龍屬於角龍亞目，角龍亞目是一群有類似鸚鵡喙狀嘴的植食性恐龍，生存於白堊紀的北美洲與亞洲。纖角龍被分類於角龍亞目的纖角龍科，或是原角龍科。

## 食性
纖角龍如同所有角龍亞目恐龍，是植食性恐龍。在白堊紀時期，開花植物遍佈於大陸，纖角龍可能以優勢的開花植物為食，以及蕨類植物、蘇鐵、松柏目植物。纖角龍可能用牠們的銳利喙狀嘴來咬下樹葉或針葉。

## 外部連結
- 恐龍百科網站 - 纖角龍 （页面存档备份，存于） Dino Russ's Lair網站
- 角龍亞目 Thescelosaurus網站